# Movilidad sostenible

Tren Rápido de metrópoli alemana Rin-Ruhr. Ejemplo de Movilidad Sostenible

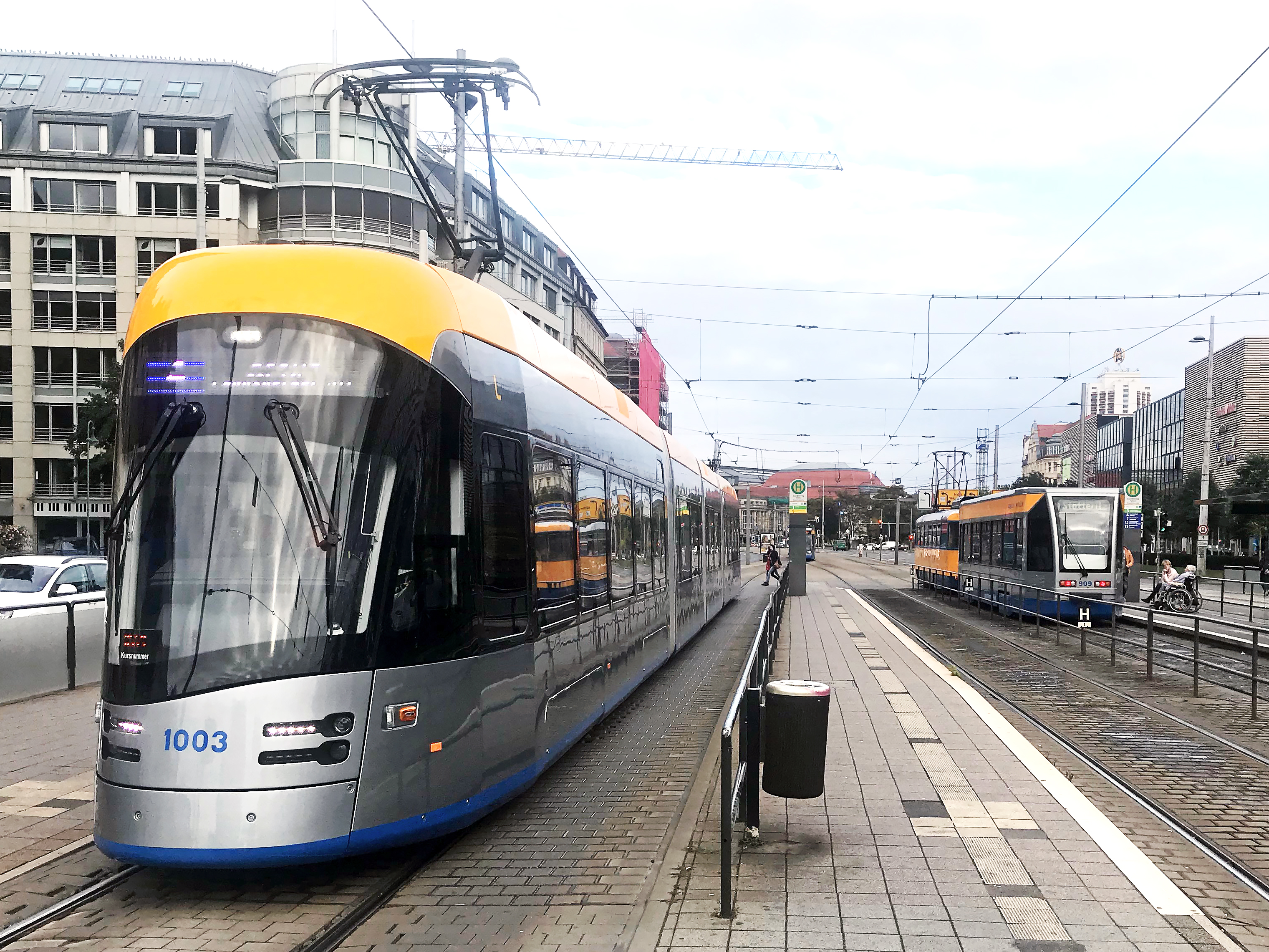
Tram en Leipzig, Alemania

La movilidad sostenible agrupa el conjunto de procesos y acciones orientados a desplazar personas y bienes en el territorio para acceder a las actividades y servicios, con un coste económico razonable y que minimiza los efectos negativos sobre el entorno y la calidad de vida de las personas.

## Definiciones legales de movilidad sostenible en España
Tal y como afirman algunos autores, la movilidad sostenible es un concepto complejo, polisemántico y multifactorial que encuentra retos importantes a la hora de ser definido legalmente.
  

La primera definición española del concepto legal de "movilidad sostenible" nace en Cataluña en 2003: 
La movilidad sostenible es aquella «que se satisface en un tiempo y con un coste razonables y que minimiza los efectos negativos sobre el entorno y la calidad de vida de las personas». Ley 9/2003, de 13 de junio, de la movilidad (Cataluña) 
Y luego es replicada en Islas Baleares en 2014: 
Movilidad sostenible es «Aquella que se satisface en un tiempo y con un coste razonables y que minimiza los efectos negativos sobre el entorno y la calidad de vida de las personas». Ley 4/2014, de 20 de junio, de transportes terrestres y movilidad sostenible de las Illes Balears. 
También en 2014, la Junta de Andalucía publicaba mediante Decreto 119/2014, de 19 de julio el Plan Andaluz de Movilidad Sostenible, que a su vez equiparaba el concepto de 'movilidad sostenible' con el:
«conjunto de procesos y acciones orientados a que el desplazamiento de personas y mercancías que facilitan el acceso a los bienes, servicios y relaciones se realicen con el menor impacto ambiental posible, contribuyendo a la lucha contra el cambio climático, al ahorro y a la eficiencia energética, y a la reducción de la contaminación acústica y atmosférica» Decreto 119/2014, de 29 de julio, por el que se aprueba la formulación del Plan Andaluz de Movilidad Sostenible.
En 2018, Castilla y León proponen una alternativa algo más completa: 
La movilidad sostenible es un «instrumento de ordenación que reduce la contaminación atmosférica y el ruido, las emisiones de gases de efecto invernadero y el consumo de energía», así como «aquella capaz de satisfacer las necesidades de desplazamiento de la ciudadanía con el mínimo impacto ambiental, fomentando los medios de transporte de menor coste social, económico y energético, así como su intermodalidad» Ley 9/2018, de 20 de diciembre, de transporte público de viajeros por carretera de Castilla y León. 
Y, el mismo año 2018, Asturias actualiza la primera de las definiciones reduciendo su carga negativa y positivando el mensaje, pasando de «minimiza los efectos negativos sobre el entorno y la calidad de vida de las personas» a «minimizando el impacto negativo sobre el entorno y mejorando la calidad de vida de las personas». 
«Movilidad sostenible: la que se satisface en un tiempo y coste razonables, minimizando el impacto negativo sobre el entorno y mejorando la calidad de vida de las personas». Ley 12/2018, de 23 de noviembre, de Transportes y Movilidad Sostenible. Comunidad Autónoma del Principado de Asturias 
En 2014. la Junta de Antalucía propuso, en su anteproyecto de Ley Andaluza de Movilidad Sostenible, la siguiente definición legal:
«Se entiende por movilidad sostenible el conjunto de procesos y acciones orientados a que el desplazamiento de personas y mercancías que facilitan el acceso a los bienes, servicios y relaciones se realicen con el menor impacto ambiental posible, contribuyendo a la lucha contra el cambio climático, al ahorro y a la eficiencia energéticas, y a la reducción de la contaminación acústica y atmosférica». Anteproyecto de Ley Andaluza de Movilidad Sostenible.
En 2021, el Proyecto de Ley de movilidad sostenible de Euskadi, en su artículo 2.j, ampliaba la definición original: 
Movilidad sostenible: movilidad que se satisface en un tiempo y con un coste razonable mejorando la calidad de vida de las personas y minimizando los efectos negativos sobre las personas y el medio ambiente, relacionando los esplazamientos con sus consecuencias sociales y ecológicas. 
Con un marco más amplio, en 2011 la Ley 2/2011, de 4 de marzo, de Economía Sostenible planteaba en sus Artículos 97, sobre los objetivos; y Artículo 99, sobre la movilidad sostenible, las siguientes definiciones: 
Art.97 c) La movilidad sostenible y segura en términos económicos y medioambientales, a través de proyectos cuya ejecución produzca una efectiva reducción de las emisiones contaminantes y otros daños al medioambiente 
Art.99 a) a) El derecho de los ciudadanos al acceso a los bienes y servicios en unas condiciones de movilidad adecuadas, accesibles y seguras, y con el mínimo impacto ambiental y social posible.

## Movilidad urbana sostenible
Asimismo, la movilidad urbana sostenible o sustentable, es aquella que busca satisfacer las necesidades de desplazamiento de la población para acceder a bienes y servicios urbanos con énfasis en el uso eficiente de los recursos buscando contrarrestar los problemas medioambientales y sociales de la movilidad urbanaLa movilidad urbana sostenible promueve prácticas no motorizadas como desplazarse a pie y en bicicleta (movilidad activa) así como el transporte público masivo como trenes, autobuses o tranvías; impulsar opciones como BRT, Tren ligero, Tranvía o Tren-tram, compartir un automóvil entre varias personas, y el desarrollo de tecnologías que amplíen las opciones de movilidad. 
Durante la segunda mitad del siglo XX, predominó un modelo de transporte urbano basado en el vehículo particular que ha contribuido a problemáticas como la contaminación del aire, el consumo excesivo de energía no renovable, saturación de las vías de circulación y problemas de salud para la población. El principal problema de este modelo ha sido la dependencia de energías fósiles no renovables, así como la degradación ambiental que conlleva la transformación y consumo de dicha energía.  Para abordar esta problemática ha surgido un enfoque que se orienta a un modelo de ciudad sostenible en donde el uso de recursos no renovables no supere sus tasas de regenración  y en donde las emisiones de contaminantes no superen la capacidad de asimilación del ambiente.

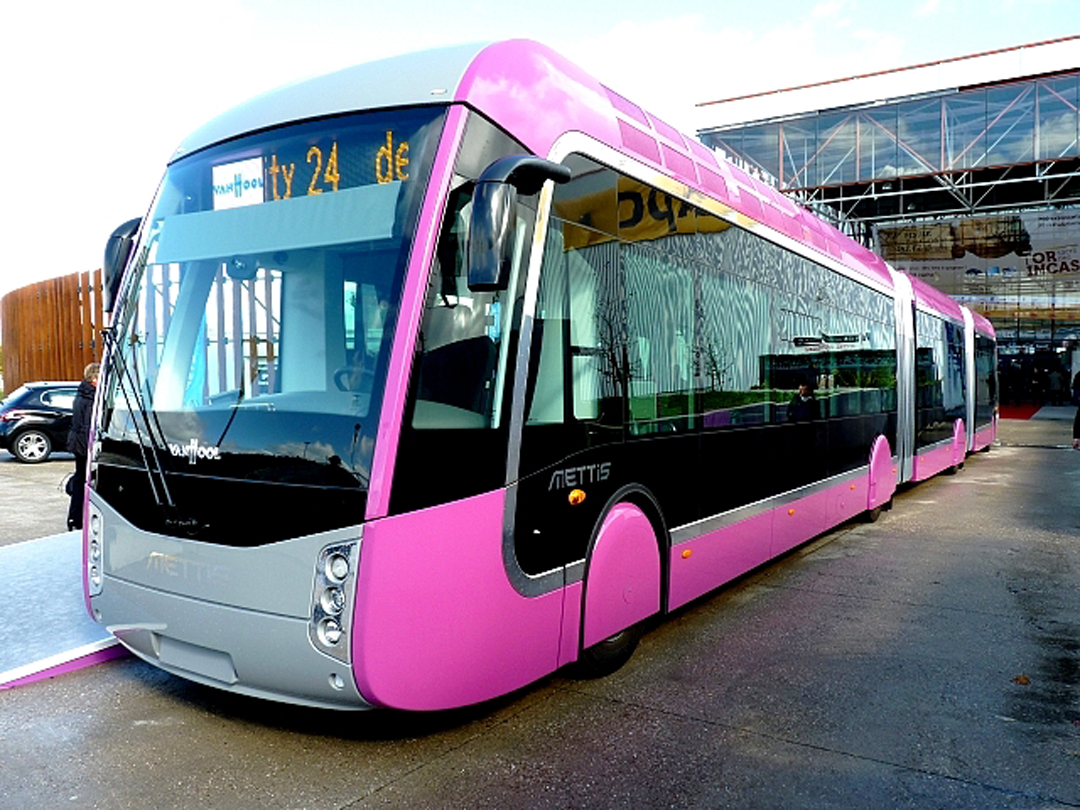
BRT en Metz, Francia.

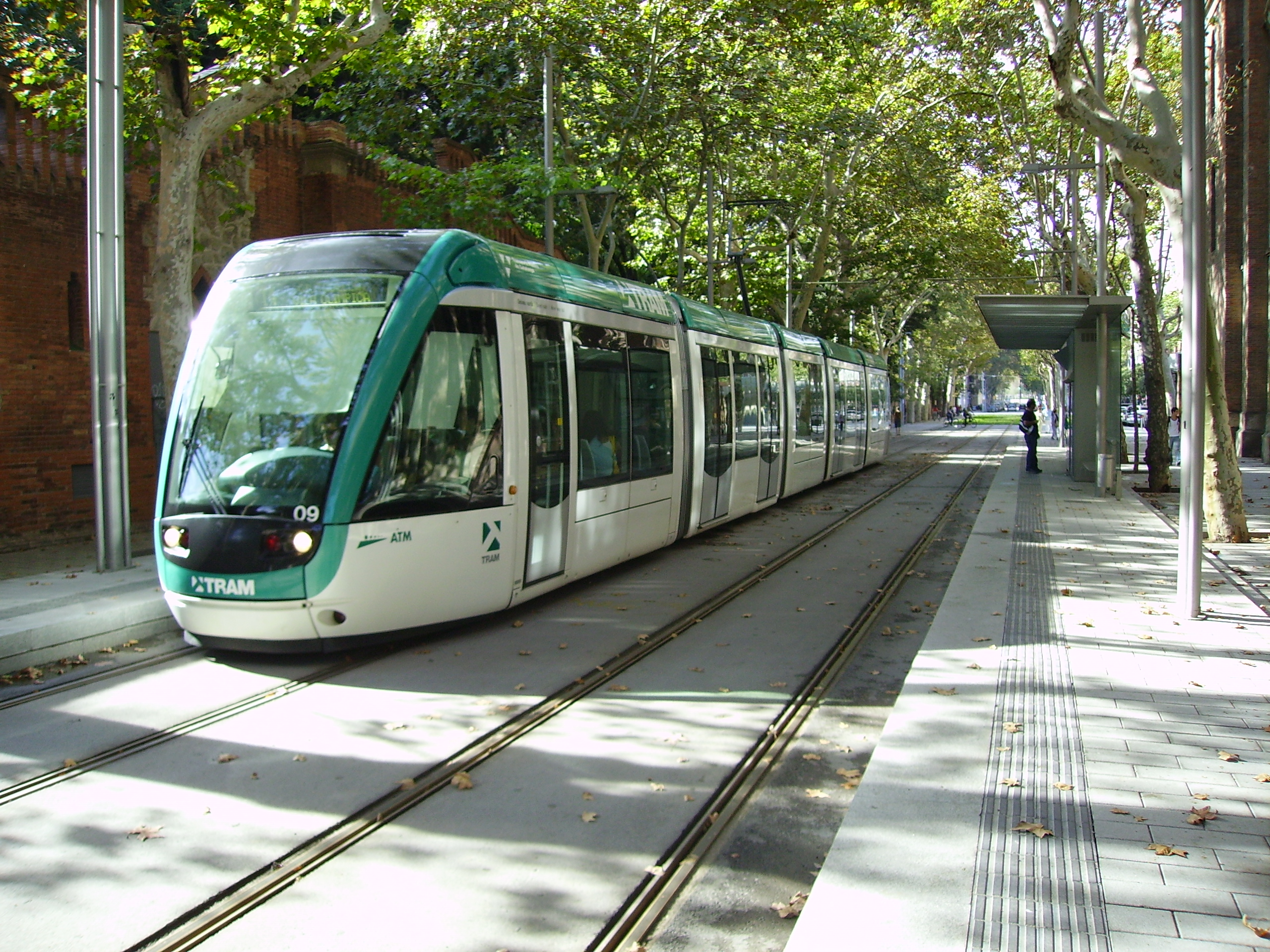
Trambesòs de Barcelona.

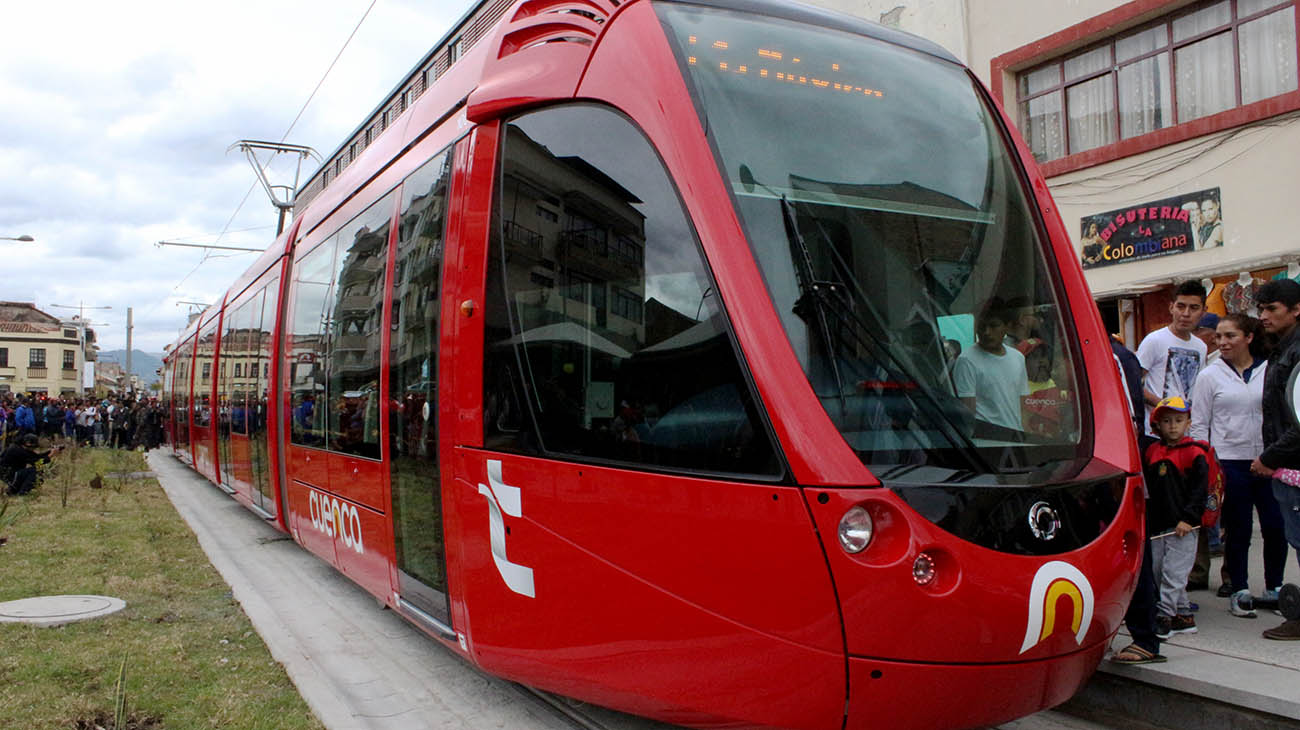
Tranvía de la ciudad de Cuenca. Primer tranvía moderno de Ecuador.

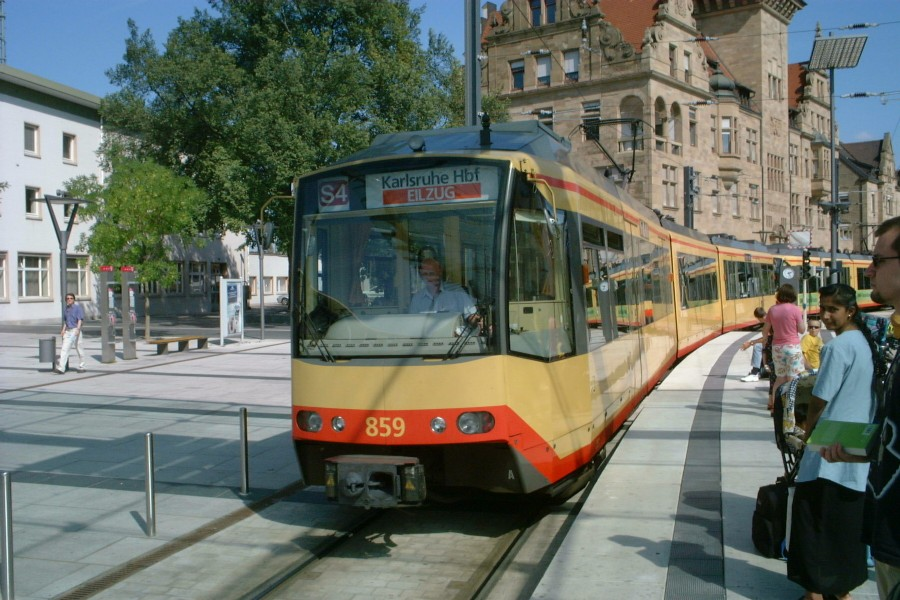
Tren-tram, en Heilbronn

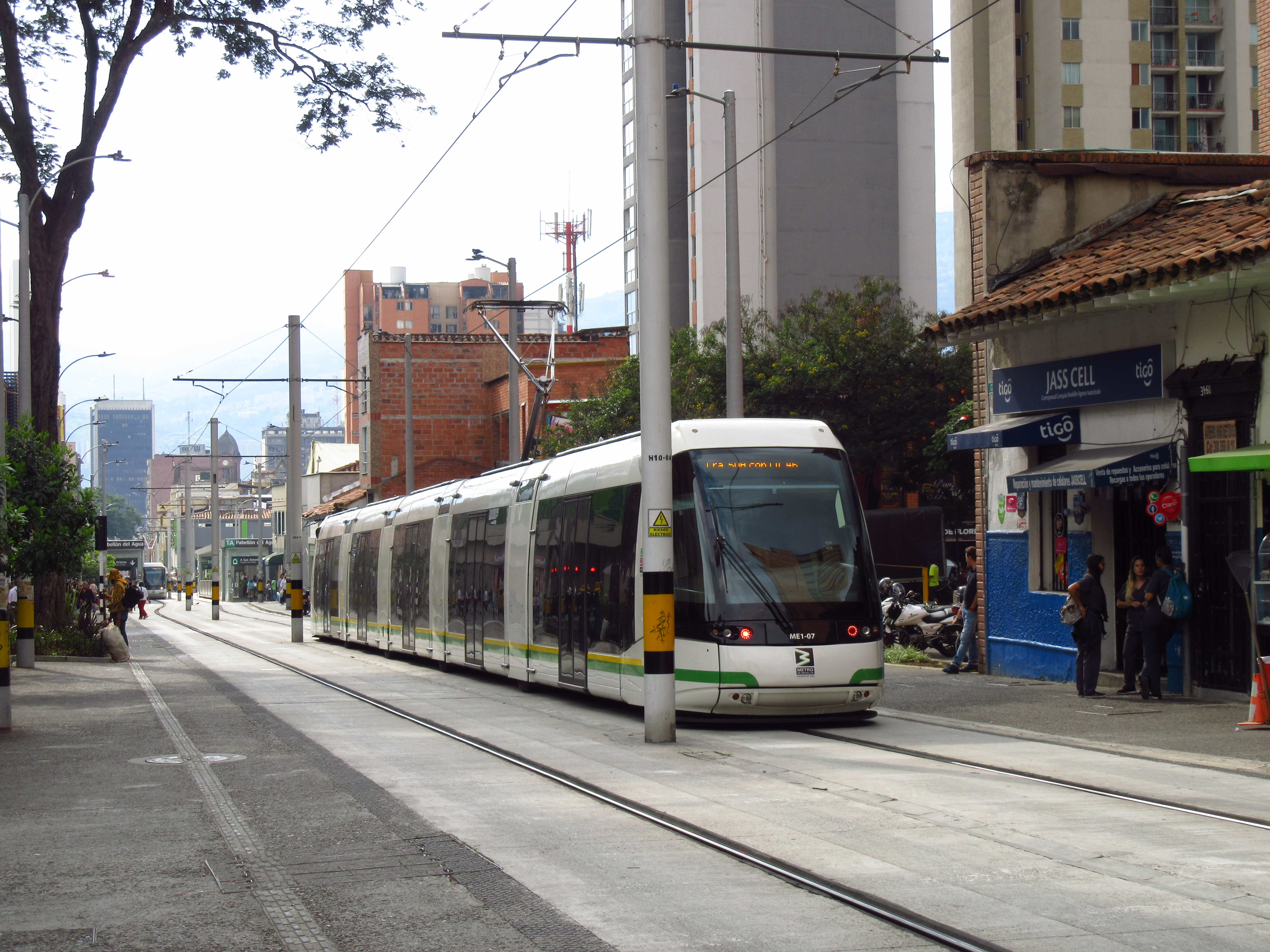
Tranvía de la Línea T-A de Medellín.

Las políticas de movilidad sostenible deben de contemplar la planeación del uso del suelo urbano y ordenamiento territorial, la restricción del vehículo privado, la promoción de sistemas de transporte público eficaces y la transición a energías renovables. Si bien en un comienzo estas políticas iban enfocadas para las zonas urbanas, posteriormente se fue desarrollando un movimiento por el transporte alternativo que incluye trenes interurbanos que utilizan energías renovables y otros medios de transporte con una neutralidad de carbono para cubrir mayores distancias.

## Estrategias generales de movilidad urbana sostenible
La movilidad sostenible debe de estar integrada a un sistema global de sustentabilidad en donde se facilite el acceso a los bienes y servicios urbanos de forma segura para la salud y ambientalmente justa. Entre sus objetivos esta el de generar alternativas al uso del automóvil,  promover viajes no motorizados y la creación de medios de transporte colectivo que funcionen de forma eficiente.
Las estrategias generales para alcanzar una movilidad urbana sostenible deben incluir un marco normativo, propuestas de infraestructura para medios no motorizados, mecanismos para la gestión de tránsito, modelos de financiamiento y la producción de conocimiento. 

## Políticas públicas destacables
El catálogo de políticas públicas que cabría desarrollar para lograr los objetivos dibujados en el escenario de eficiencia en la movilidad es muy amplio. Algunas propuestas válidas, como:
- Planificación y diseño urbanístico favorable a la movilidad sostenible. El enfoque que una ciudad como Vitoria en España ha desarrollado en su plan de movilidad urbana constituye un ejemplo para muchas ciudades españolas.

- Fiscalidad favorable al uso de la eco-movilidad. Los modos de transporte público, bicicleta, automóvil compartido -en la modalidad de car-pool y car-sharing-, deberían disfrutar de deducciones fiscales a través de procedimientos que eviten el fraude, como se lleva a cabo en países como Bélgica. Así mismo deberían subvencionarse la adquisición de vehículos eléctricos e híbrido eléctrico  -también las bicicletas eléctricas, puesto que son las más eficientes- y de otros vehículos de bajo consumo unitario y de bajas emisiones.

- Cambio en los modelos tarifarios del transporte público. Los sistemas tarifarios de las redes urbanas y metropolitanas de transporte público deben evolucionar a escenarios donde domine de forma clara el uso de abonos con tarifa plana, bien mensuales, trimestrales o anuales, hasta situarlo en un nivel de uso del 70-80%. Deben crearse, asimismo, abonos con esta periodicidad y con tarifa plana para moverse por toda una CCAA. En el segmento de los viajes en Red Nacional de los Ferrocarriles Españoles (RENFE) en larga distancia y alta velocidad, tal como ahora hacen los ferrocarriles en Francia, el Reino Unido o Alemania, debería aprobarse un nuevo esquema de tarifas que devuelva al ferrocarril a los viajeros de menor poder adquisitivo que lo han abandonado porque ahora encuentran ofertas atractivas en el tráfico aéreo, sector altamente subvencionado que no paga ni IVA ni impuestos en el combustible.

- Electrificación del transporte público urbano, bien con la construcción de redes de tranvía, bien por el cambio de flotas de autobuses de motor de explosión por otros híbridos.

- Cambio en la prioridad de las inversiones del transporte interurbano. Fuera de actuaciones puntuales relacionadas con el incremento de la seguridad o variantes debe cesar la construcción de nuevas carreteras de alta capacidad. Entre los países europeos, España es ya el que dispone en este capítulo de la mejor dotación por habitante. Los fondos sobrantes deberían dedicarse a la mejora de las redes de los ferrocarriles de cercanías, de los ferrocarriles autonómicos, de ferrocarriles de vía estrecha (FEVE), carriles bus y autobuses de tránsito rápido de acceso a las ciudades. Las comunidades autónomas, si fuera preciso con el apoyo del gobierno central, deberían aprobar un plan de mejora del transporte regional integrando todos los modos de transporte sostenible.

- Dentro de la ciudad la prioridad debe ser la gestión y la pacificación del tráfico (también llamada "pacificación del tránsito",[17] que principalmente consiste en la reducción de la velocidad máxima a la que pueden circular los coches[18] —por ejemplo de 50 a 30 km/h, con sistemas para hacer respetar el nuevo límite—[19] y desviar vehículos a vías principales)[20] y no la construcción de túneles, atajos o aumentos de capacidad en viario para coches. La misma pacificación llevará al crecimiento de los modos sostenibles no motorizados, en bicicleta y a pie.

- Debe iniciarse la tasación del combustible del transporte aéreo hasta situarla, en un plazo de cinco años, en el mismo nivel impositivo por impuestos especiales que tienen ahora los combustibles del transporte convencional por carretera.

- Cambios en el enfoque institucional para gestionar la movilidad. Un cambio muy claro sería, por ejemplo, la transformación del Ministerio de Fomento en un Ministerio de Movilidad y Transportes, o de Transportes y Energía.

- Aprobación de un marco normativo básico que regule la movilidad, la ley estatal de movilidad, que entre otros aspectos, establezca una nueva ley de financiación del transporte público. El gran crecimiento que el escenario de eficiencia energética otorga al transporte público no se podrá abordar sin un nuevo marco financiero que lo haga posible.

- Proyección vial a futuro, la planeación de las infraestructuras urbana tiene que proyectarse a la posterioridad dependiendo el crecimiento poblacional de un determinado sitio.

- Promoción del uso compartido del automóvil mediante leyes que establezcan las pautas de transparencia y eficiencia energética y que no suponga competencia desleal respecto a sectores del transporte público de viajeros. En varios países europeos se han creado redes sociales que permiten contactar a personas para compartir el viaje y sus gastos. Al tratarse de vehículos privados, en los que se comparten los gastos variables del viaje, no hay remuneración al conductor,[21] no existiendo competencia desleal ni parecido respecto a plataformas que compiten ilegalmente con los taxis.[22]